# Gonçalo Velho Cabral
Pour les articles homonymes, voir Velho et Cabral.
Frère Gonçalo Velho Cabral (Viana do Castelo - 1467) est un explorateur portugais. Membre professé, chevalier et commandeur du château d'Almourol dans l'Ordre de Nôtre Seigneur Jésus Christ, il fut mandaté par le prince Henri le Navigateur (en portugais l’Infante Dom Henrique) pour reconnaître et cartographier l'archipel des Açores. Il était un collaborateur intime du prince Henri.

## Biographie
Fils de Fernão Velho, châtelain du château de Veleda le 1er mai 1370, et de sa femme Maria Álvares Cabral, née ca. 1364, arrière-grand-tante de Pedro Álvares Cabral.
On ne saurait dire au juste s'il fut le premier à aborder les Açores en 1427 ou si cela fut fait par un autre explorateur, par exemple Diogo de Silves. Sur ordre de l'infant, il découvre les îles des Formigas en 1431, après un premier voyage pour localiser les îles aperçues par le pilote portugais Diogo de Silves en 1427. Il aura atterri sur les îles de Santa Maria et de São Miguel en 1432. En tout cas, il prit une part active à l'exploration systématique de l'archipel à partir de 1432. En 1432, il introduisit le petit bétail dans les îles dont il fut le premier capitaine-donateur, mais l'installation systématique ne commença que quelques années plus tard: Santa Maria en 1439 et San Miguel en 1444. Entre-temps, la colonisation avait débuté en 1439. À l'arrivée des premiers Portugais, l'archipel étant désert, la colonisation progressa rapidement, et Gonçalo Velho fut nommé le 1er capitaine-donataire de l'île de Santa Maria et le 1er capitaine-donataire de l'île de São Miguel. Le 3 avril 1443, Alphonse V privilégié depuis cinq ans Gonçalo Velho, commandant des îles des Açores, ainsi que ses colons, à la demande du prince Henri, les exonérant du paiement de la dîme et du péage de tout ce qu'ils ont apporté de ces îles au royaume. Aujourd'hui encore, la grand-place de la capitale des Açores porte son nom. C'est dire qu'il joua un rôle central dans l'implantation portugaise aux Açores. Le père Gaspar Frutuoso, la deuxième moitié du XVIe siècle a attribué à Gonçalo Velho la découverte des sept îles des Açores (c’est-à-dire des îles des Groupes oriental et central). À l’heure actuelle, certains historiens démentent cette théorie, car ils pensent que la découverte d’une île de l’archipel n’aurait été que celle du groupe de l’Est. L'exploration systématique ne fut achevée qu'en 1452, par d'autres explorateurs.
Avec la mort de son frère ainé Álvaro Velho, sa sœur aînée Teresa Velho Cabral marié avec Fernão Soares, et son fils João Soares Velho, docteur, décédé en 1499-1508, fut le 2e capitaine-donataire de l'île de Santa Maria le 12 mai 1474 et le 2e capitaine-donataire de l'île de São Miguel le 13 juillet 1474, de quelles la dernière fut vendue à Rui Gonçalves da Câmara, fils deuxième de João Gonçalves Zarco da Câmara et de sa femme Constança Rodrigues, qui devenu le 3e capitaine-donataire de l'île de São Miguel. Leur jeune sœur Violante Cabral, née ca. 1394, marié Diogo Gonçalves de Travaços (ca. 1385 - Bataille d'Alfarrobeira, 20 mai 1449), avec déscendance.

## Sources (Liens externes)
- Site de tourisme au Portugal
- Site personnel sur les Açores